# ネイルケア

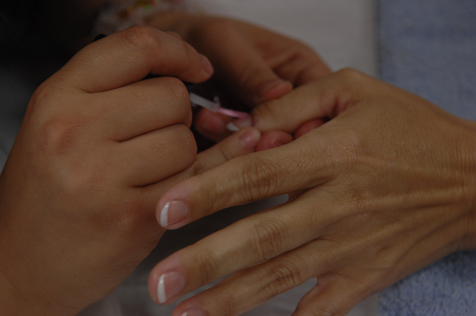
ネイルケア

一定の方向に沿って削る

ネイルケア（Nail Care）とは、ヒトの爪とその周辺の手入れのことをいう。一般的な爪を切る行為から、美容や身だしなみ、さらに医療行為まで、様々な目的があり、ネイルケアは一つの確立された分野となっている。

## 手入れの方法

### 地爪の手入れ
爪は季節や生活、健康状態や体質、年齢によってその様相を変える存在であり、状態によって手入れの仕方も様々に変化する。爪はタンパク質であるケラチンで出来ており、水分の含有量によって硬度が変化するため、手入れの前に入浴を済ませたり数分間お湯などに手足を浸しておくと、爪が柔らかくなり手入れが楽になり、また爪をよい状態に保ったまま手入れができるようになる。

### 道具
爪切り爪の切断に用いる。多くは爪やすりも付属している。よく切れる爪切りの両端部を用いれば爪への負担が少ない。
爪やすりネイルファイルともいう。比較的目が粗い分手早く削れ、長さを調整することもできる。
エメリー専ら地爪用の目の細かいヤスリのこと。目が細かい分爪への負担が少なく、削った跡を綺麗にできる。金剛砂を貼り付けたボード（エメリーボード）や紙（エメリーペーパー）等がある。
爪やすりやエメリーは、爪の長さの調整に爪切りの代わりにも用いられる。十分な柔軟性が爪にないときなど、爪切りは何層かに分かれる爪にダメージを与え、層を分離させてしまう場合があるが、爪やすりであればその可能性が少ない。
爪やすり、エメリーを用いる時は爪にかかる衝撃を減らすために、爪に対し直角より斜め45°前後に傾けて用い、往復させずに常に一方向に向かって削るようにする。この時、最初に長さを決める先端部を削り、次にその両脇を削っていくと長さの調節がしやすい。
爪はその形により指先の印象が変わってしまうため、目的にあった長さや形になるように、全体のバランスを見ながら爪の長さを調節する。爪の先端の削り方には、スクエアオフ、ラウンド、オーバル、ポイントまたはポインテッドという形状の呼び方があり、指の形や長さ、爪の大きさ、色や強度に合わせて選択をすることで様々な付加印象を与えることができる。
プッシャー甘皮の処理に用いる。甘皮とはキューティクルともいい、爪の根元にある爪を作る部分を保護する皮のことである。甘皮が必要以上に爪に迫り出していて爪の装飾上邪魔になる場合は、削ったり押してバランスを整えたりする。プッシャーは甘皮を整える専門の器具であるが、ウッドスティックを削りコットンやガーゼを巻いて代用することもある。プッシャーの反対側が甘皮切り用のカッターになっているものもある。
ウッドスティック爪に何かを塗る時や甘皮の処理に用いられる。オレンジウッドスティックやグラスファイバーウッドスティックなどがある。
キューティクルリムーバー余分な甘皮や角質を柔らかくし取り除くことを目的としたもの。
甘皮切り甘皮を切り取るための刃物。甘皮はさみとキューティクルニッパーがある。
キューティクルオイル爪や甘皮の乾燥を防ぐために用いる。
バッファー爪の表面の艶出しや手入れに用いられる。鹿革や合成ゴムなどで作られている。
バッファーなどを使うことで爪表面の形は整えられるが、外皮を削っているために爪は傷や衝撃に弱くなる。アフターケアのためにクリーム等を塗って手入れするのが良い。

### 地爪のマッサージ
マッサージはこまめに行うことで、指先の運動に繋がり硬くなった爪周辺の血管をほぐすことになり指先の冷感を改善することもできる。加えてストレスの解消やリラックス効果があるともされる。また日々の生活で爪が歪んでしまうことがあるが、爪と指自身を揉み解すことで少しずつ修正することができる。
この時、ハンドクリームを使うことで爪の保湿保成分をはかり、マッサージ効果を高めることができる。ハンドクリームは市販のもののほか、アロマセラピー効果を得るためにアロマオイルや器質を自分で用意し、自分の好みの物をつくることもできる。
- もむのは、手の指の爪の生えぎわの両方の角。両手の親指、人さし指、中指、小指の4本の指をもむ。薬指は交感神経を刺激してしまう（交感神経に血管収縮作用があるからか）のでやらない。
- 刺激するときは、反対側の手の親指と人さし指で爪の生えぎわを両側からつまんで、そのまま押しもみする。1本の指を、10秒ずつ揉むことを、1日に2 - 3度行う。
- 刺激するときは、指の先端で痛いくらいに押しもみする。軽い刺激では効果がない。あまり強すぎてもいけないが、少し痛いというくらいにもむのが効果的。

## ネイルケアと健康
ネイルケアは爪をよりよい状態に維持することを目的としているため、爪の異常を知っておくことはネイルケアの技術向上により役立ち、理に適っているといえる。日ごろから爪の状態に気をつけて置くことで、ちょっとした爪の変化や体調の変化に気を使い、より良いネイルケアを行うことができるようになる。
爪は爪の生産が年輪のように刻まれる存在であるためにその時の健康状態を反映しやすく、髪の毛と同様目に見え理解しやすいため健康のバロメーターとも呼ばれる。爪の裏には毛細血管が張り巡らされるため、血液の状態をある程度窺い知ることができる。
マニキュアや、それを剥がす時に用いられるエナメルリムーバーなどの化学薬品によって爪は変質しやすく、それに馴化することで他の病気の予兆を見落としてしまう恐れがある。
- 鉄欠乏性貧血の時、十二指腸虫感染（鉤虫症）の時に、スプーン状態に爪が反り返ることがある。
- チアノーゼのある心臓の病気、肺の病気の時、爪が大きく膨らみ丸みを帯びてくる(太鼓のバチに似ているため、バチ指またはバチ爪という)。
- 腎性貧血の時、赤血球の不足から爪のピンク色が薄く、酷い時には青白くなる。
- 黄疸の時、爪は比較的早くに黄色くなる。他に目が黄色い、尿が泡まで茶色い等の時は黄疸の疑いが強くなる。
- 爪の表面が黄色や白っぽく変色している時は爪の表面の痛み、または薬品などによる色素沈着などが考えられ、様々な原因に併せた対応が必要となってくる。マニキュアの除光液やリムーバー、食器洗剤などの化学薬品を頻繁に使うことで爪の成分が失われ爪が変色することがある。
- 爪の表面に縦線が入っている時、酷いものでは動脈硬化や血行不良が疑われるが、多くは老化に伴う現象であり、子供も含め多くの人に見られるものである。バッファー等で表面を磨くことで目立たなくできる。
- 爪の表面に横線が入っている時、爪が生産される時折の体調が大きく関与しており、他にも指の置かれる環境が大きく変化した時など比較的頻繁に見られる現象である。ハンドクリームなどを塗りながらマッサージをすることによって緩和させることができる。
- 爪の表面に横線ではなく箇所でデコボコに凹んだものがある場合、外因性の衝撃やそれに伴う傷が考えられるが、稀に寄生虫が原因で起こることもあり、幾度もまたは長期間続くのであれば精密検査を勧める。
- 爪が層状に分かれて二枚爪や三枚爪などになるとき、化学薬品などの刺激により爪の成分が失われ良好な状態を保てていない、切れ味の悪い爪切りを用いて爪を整えた等の外因性の衝撃により強制的に分けられた、等が考えられる。ヤスリを用いて爪の形を整え、ハンドクリームなどで爪の成分を整えながらマッサージをすることで改善が見込める。
- 白癬菌という水虫と同様の菌が爪に入り込み爪白癬を引き起こすと、爪が白く脆く変質したり、層に分離したりする。専門医に見てもらい薬を処方して貰うことで改善が見込める。
- 巻き爪または陥入爪は外因性のものが多く、履物が原因となっていることが多い。矯正や外科手術により修正できる。
- 他に爪を噛む等の癖がある時、先端部が特異的な削られ方をしているために検診により判別はすぐにつくが、心因的なものであるため改善を求める時は精神科やカウンセラー等に相談するのが良い。
- 爪の根元にある白い三日月は出来たての爪があり、水分や他の成分を他の部位より多く含んでいるために乳白色に見える。この三日月は爪の油分水分のバロメーターにもなり、成分を補いながらネイルケアすることで再び見ることができるようになる。
- 抗癌治療を行う時は髪の毛と同様に爪にも副作用が現れやすく、変質変色などが見られる。それ故に生活の質向上のためにネイルケア全般を施す場合がある。